# Les Authieux-sur-Calonne
Les Authieux-sur-Calonne é uma comuna francesa na região administrativa da Normandia, no departamento Calvados. Estende-se por uma área de 10,43 km². Em 2010 a comuna tinha 292 habitantes (densidade: 28 hab./km²).